# Альфред Этелинг
Альфред Этелинг (англ. Alfred Atheling; убит 5 февраля 1036) — один из сыновей англосаксонского короля Англии Этельреда II Неразумного, этелинг, убитый в ходе борьбы за власть после смерти Кнуда Великого.

## Биография
Альфред был младшим сыном короля Англии Этельреда Неразумного и Эммы Нормандской, дочери герцога Нормандии Ричарда I.
Вторжение датского короля Свена I Вилобородого в Англию в 1013 году и её завоевание викингами вынудило Этельреда II и его семью бежать в Нормандию. После смерти отца в 1016 году Альфред вместе со своим старшим братом Эдуардом воспитывались при дворе нормандского герцога Ричарда II, брата их матери, в то время как в Англии правил Кнуд Великий, сын Свена. Братья сохраняли претензии на английский престол, но при жизни Кнуда шансов на возвращение на родину у них не было, поскольку действовал датско-нормандский союз, подкреплённый браком Кнуда и Эммы Нормандской.
После смерти короля Кнуда, в 1036 году Альфред отправился в Англию, возможно, желая навестить свою мать, проживавшую в Уинчестере. Однако власть в стране к этому времени захватил незаконнорождённый сын Кнуда Гарольд Заячья Лапа. Его сторонники во главе с эрлом Уэссекса Годвином арестовали Альфреда и убили его попутчиков. Этелинг был жестоко ослеплён и вскоре скончался от ран. Смерть Альфреда вызвала возмущение как герцога Нормандии, так и короля Дании Хардекнуда, приходившегося единоутробным братом Альфреду. Последний организовал вторжение в Англию и в 1040 году стал новым английским королём.
Участие эрла Годвина в пленении и последующей смерти Альфреда Этелинга в дальнейшем послужило одной из причин его поражения в 1051 году, когда на престол Англии взошёл старший брат Альфреда Эдуард Исповедник.